# Zygmunt Wybranowski
Zygmunt Wybranowski (ur. ?, zm. w 1658) – polski stolnik, cześnik koronny, wojewoda.

## Życiorys
Od 1642 do 1648 był stolnikiem warszawskim, a w 1654 cześnikiem koronnym. W 1657 został wojewodą dorpackim.